# 吉川英治文學新人獎
吉川英治文學新人獎是日本的一個文學獎，由財團法人吉川英治國民文化振興會於1980年開辦，為紀念日本作家吉川英治而設立。此獎項評選對象為小說，頭獎授予獎牌。

## 歷屆得獎者

### 第1回至第10回
- 第1回（1979年）
  - 得獎作品
    - 加堂秀三 《涸滝》
    - 田中光二 《黄金陷阱》

  - 入圍作品
    - 伴野朗 《九頭龍》
    - 山田智彦 《クレムリン銀行》
    - 南原幹雄 《修羅絵師》
    - 山田正紀 《竜の眠る浜辺》

- 第2回（1980年）
  - 得獎作品
    - 栗本薫 《絃之聖域》
    - 南原幹雄 《闇と影の百年戦争》

  - 入圍作品
    - 赤川次郎 《三毛貓怪談》
    - 泡坂妻夫 《花嫁的悲鳴》
    - 高杉良 《大逆轉！》
    - 山田正紀 《ツングース特命隊》
    - 赤江瀑 《アンダルシア幻花祭》

- 第3回（1981年）
  - 得獎作品
    - 澤田藤子 《陸奥甲冑記》 《寂野》

  - 入圍作品
    - 連城三紀彦 《變調二人羽織》

- 第4回（1982年）
  - 得獎作品
    - 赤瀬川隼 《球は転々宇宙間》
    - 北方謙三 《眠りなき夜》

  - 入圍作品
    - 廣瀨仁紀 《談合》
    - 井澤元彦 《復活一九八五》
    - 山田正紀 《風之七人》
    - 連城三紀彦 《秘密喪服》

- 第5回（1983年）
  - 得獎作品
    - 連城三紀彦 《宵待草夜情》
    - 山口洋子 《プライベート・ライブ》

  - 入圍作品
    - 志水辰夫 《裂けて海峡》
    - 海老澤泰久 《超級巨星》
    - 岡嶋二人 《あした天気にしておくれ》

- 第6回（1984年）
  - 得獎作品
    - 船戶與一 《山猫之夏》

  - 入圍作品
    - 夢枕獏 《悪夢喰らい》
    - 志水辰夫 《散る花もあり》
    - 島田莊司 《被詛咒的木乃伊》
    - 林真理子 《向星星許願》

- 第7回（1985年）
  - 得獎作品
    - 高橋克彦 《總門谷》

- 第8回（1986年）
  - 得獎作品
    - 景山民夫 《虎口からの脱出》

  - 入圍作品
    - 清水義範 《蕎麦ときしめん》

- 第9回（1987年）
  - 得獎作品
    - 清水義範 《国語入試問題必勝法》

- 第10回（1988年）
  - 得獎作品
    - 椎名誠 《狗的系譜》
    - 岡嶋二人 《99%的誘拐》

### 第11回至第20回
- 第11回（1989年）
  - 得獎作品
    - 小杉健治 《土俵を走る殺意》

  - 入圍作品
    - 安西水丸 《70%的藍空》
    - 井澤元彦 《義経在此》
    - 伊集院静 《三年坂》
    - 海老澤泰久 《孤立無援的名誉》
    - 原田宗典 《スメル男》
    - 東野圭吾 《鳥人計畫》

- 第12回（1990年）
  - 得獎作品
    - 大澤在昌 《新宿鮫》
    - 伊集院静 《乳房》

  - 入圍作品
    - 綾辻行人 《童謠的死亡預言》
    - 多島斗志之 《聖誕默示錄》
    - 永倉万治 《陽差しの関係》
    - 樋口有介 《彼女はたぶん魔法を使う》

- 第13回（1991年）
  - 得獎作品
    - 中島羅門 《今晚,敬所有的酒吧》
    - 宮部美幸 《本所深川詭怪傳說》

  - 入圍作品
    - 安部龍太郎《黃金海流》
    - 綾辻行人 《殺人時計館》
    - 樋口有介 《夏之口紅》

- 第14回（1992年）
  - 得獎作品
    - 帚木蓬生 《三たびの海峡》

  - 入圍作品
    - 北村薫 《六之宮公主》
    - 黑川博行 《封印》
    - 佐藤雅美 《影帳》
    - 高村薫 《わが手に拳銃を》
    - 中村隆資 《天下を呑んだ男》

- 第15回（1993年）
  - 得獎作品
    - 東郷隆 《大砲松》
    - 薄井雄二 《樹上的草魚》

  - 入圍作品
    - 齋藤純 《百万ドルの幻聴》
    - 真保裕一 《震源》
    - 永倉万治 《結婚吧》
    - 中村彰彦 《遊撃隊始末》
    - 山口雅也 《キッド・ピストルズの妄想》

- 第16回（1994年）
  - 得獎作品
    - 淺田次郎 《穿越時空‧地下鐵》
    - 小嵐九八郎 《刑務所物語》

  - 入圍作品
    - 山崎洋子 《熱月》
    - 井上祐美子 《桃夭記》
    - 大槻賢二 《くるぐる使い》
    - 藤水名子 《赤壁之宴》

- 第17回（1995年）
  - 得獎作品
    - 真保裕一 《冰天雪地》
    - 鈴木光司 《螺旋》

  - 入圍作品
    - 加納朋子 《掌中的小鳥》
    - 永倉萬治 《黄金球棒》
    - 中嶋博行 《違法辯護》
    - 東野圭吾 《天空之蜂》

- 第18回（1996年）
  - 得獎作品
    - 服部真澄 《鷲の驕り》
    - 馳星周 《不夜城》

  - 入圍作品
    - 京極夏彦 《絡新婦之理》
    - 重松清 《幼な子われらに生まれ》
    - 羽山信樹 《がえん忠臣蔵》
    - 東野圭吾 《名偵探的守則》

- 第19回（1997年）
  - 得獎作品
    - 花村萬月 《皆月》

  - 入圍作品
    - 桐野夏生 《Out 主婦殺人事件》
    - 黒川博行 《疫病神》
    - 佐藤多佳子 《說、說、說》
    - 瀬名秀明 《BRAIN VALLEY》
    - 藤本瞳 《侯爵サド》

- 第20回（1998年）
  - 得獎作品
    - 山本文緒 《恋愛中毒》

  - 入圍作品
    - 宇江佐真理 《室之梅》
    - 乙川優三郎 《椿山》
    - 中嶋博行 《司法戰争》
    - 野澤尚 《界限》
    - 東野圭吾 《秘密》
    - 松井今朝子 《幕末あどれさん》

### 第21回至第30回
- 第21回（1999年）
  - 得獎作品
    - 宇江佐真理 《深川恋物語》

  - 入圍作品
    - 奥田英朗 《最惡》
    - 貴志祐介 《青之炎》
    - 京極夏彦 《百鬼夜行――陰》
    - 福井晴敏 《亡國神盾艦》
    - 諸田玲子 《誰そ彼れ心中》
    - 火坂雅志 《全宗》

- 第22回（2000年）
  - 得獎作品
    - 野澤尚 《深紅》

  - 入圍作品
    - 池井戶潤 《M1》
    - 大塚英志 《木島日記》
    - 恩田陸 《獅子心》
    - 五條瑛 《夢中之魚》
    - 松井今朝子 《奴の小万と呼ばれた女》

- 第23回（2001年）
  - 得獎作品
    - 大崎善生 《相愛的記憶—Pilot Fish》

  - 入圍作品
    - 恩田陸 《黑與褐的幻想》
    - 藤本瞳 《暗殺聖女貞德》
    - 松井今朝子 《一富》
    - 村山由佳 《雲全部是銀的…》
    - 諸田玲子 《笠雲》

- 第24回（2002年）
  - 得獎作品
    - 福井晴敏 《終戰的羅蕾萊》
    - 諸田玲子 《其の一日》

  - 入圍作品
    - 荒山徹 《魔岩伝説》
    - 平安寿子 《グッドラックららばい》
    - 本多孝好 《最後時光》

- 第25回（2003年）
  - 得獎作品
    - 伊坂幸太郎 《家鴨與野鴨的投幣式置物櫃》
    - 垣根涼介 《野性的靈魂》

  - 入圍作品
    - 荒山徹 《十兵衛兩断》
    - 川端裕人 《せちやん－星を聴く人》
    - 瀨尾麻衣子 《圖書館的神》
    - 日明恩 《鎮火報》
    - 本多孝好 《FINE DAYS》

- 第26回（2004年）
  - 得獎作品
    - 恩田陸 《夜間遠足》
    - 瀨尾麻衣子 《幸福的餐桌》

  - 入圍作品
    - 石黒耀 《震災列島》
    - 井上荒野 《大理花莊》
    - 雫井脩介 《謹告犯人》
    - 永井駿海 《奏鳴曲之夜》

- 第27回（2005年）
  - 得獎作品
    - 今野敏 《隠蔽捜査》

  - 入圍作品
    - 荒山徹 《柳生薔薇劍》
    - 井上荒野 《比誰都美麗的妻子》
    - 辻村深月 《冰凍的鯨魚》
    - 中島京子 《伊東之恋》
    - 三羽省吾 《厭世フレーバー》

- 第28回（2006年）
  - 得獎作品
    - 佐藤多佳子 《轉瞬為風》

  - 入圍作品
    - 池井戶潤 《飛上天空的輪胎》
    - 櫻庭一樹 《赤朽葉家的傳説》
    - 中島京子 《小均的失踪》
    - 山本弘 《愛之物語》

- 第29回（2007年）
  - 得獎作品
    - 佐藤亞紀 《米諾陶洛斯》

  - 入圍作品
    - 首藤瓜於 《指し手の顔 ― 脳男II》
    - 辻村深月 《尋找名字的放學後》
    - 恒川光太郎 《秋之牢獄》
    - 中島京子 《冠・婚・葬・祭》
    - 山田深夜 《電車屋赤城》

- 第30回（2008年）
  - 得獎作品
    - 朝倉可斯蜜 《田村先生還沒來》
    - 柳廣司 《Joker Game》

  - 入圍作品
    - 貴志祐介 《來自新世界》
    - 道尾秀介 《烏鴉的拇指》
    - 百田尚樹 《Box！熱血鬥陣》
    - 和田龍 《忍之國》

### 第31回至第40回
- 第31回（2009年）
  - 得獎作品
    - 池井戶潤 《鐵之骨》
    - 冲方丁 《天地明察》

  - 入圍作品
    - 辻村深月 《○、八、○、七。》
    - 中路啓太 《己惚れの砦》
    - 平山夢明 《DINER：噬食者》
    - 道尾秀介 《龍神之雨》

- 第32回（2010年）
  - 得獎作品
    - 辻村深月 《使者》

  - 入圍作品
    - 伊東潤 《戰国鬼譚 惨》
    - 海堂尊 《ブレイズメス1990》
    - 貴志祐介 《惡之教典》
    - 富樫倫太郎 《早雲の軍配者》
    - 百田尚樹 《錨を上げよ》

- 第33回（2011年）
  - 得獎作品
    - 西村健 《地底之山》

  - 入圍作品
    - 櫻木紫乃 《愛的荒蕪地帶》
    - 高野和明 《種族滅絕》
    - 三羽省吾 《Junk》
    - 吉川永青 《戯史三國志―我が槍は覇道の翼》

- 第34回（2012年）
  - 得獎作品
    - 伊東潤 《国を蹴った男》
    - 月村了衛 《機龍警察 黑暗市場》

  - 入圍作品
    - 有川浩 《旅貓日記》
    - 畠中惠 《けさくしゃ》
    - 畑野智美 《能看見海的街道》

- 第35回（2013年）
  - 得獎作品
    - 和田龍 《村上海賊的女兒》

  - 入圍作品
    - 恒川光太郎 《金色機械》
    - 畑野智美 《南部藝能事務所》
    - 真山仁 《貪婪》
    - 藥丸岳 《友罪》

- 第36回（2014年）
  - 得獎作品
    - 西條奈加 《まるまるの毬》

  - 入圍作品
    - 千早茜 《男朋友們》
    - 堂場瞬一 《警察回りの夏》
    - 葉真中顯 《絕叫》
    - 吉川永青 《誉れの赤》

- 第37回（2015年）
  - 得獎作品
    - 藥丸岳 《和不是A的你》

  - 入圍作品
    - 須賀しのぶ 《革命前夜》
    - 中脇初枝 《海角天涯的孩子》
    - 本城雅人 《トリダシ》
    - 湊佳苗 《反轉》
    - 柚月裕子 《孤狼之血》

- 第38回（2016年）
  - 得獎作品
    - 本城雅人 《ミッドナイト・ジャーナル》
    - 宮内悠介 《彼女がエスパーだったころ》

  - 入圍作品
    - 蘆澤央 《許されようとは思いません》
    - 木下昌輝 《天下一の軽口男》
    - 塩田武士 《罪之聲》
    - 葉真中顯 《コクーン》

- 第39回（2017年）
  - 得獎作品
    - 佐藤究 《Ank: a mirroring ape》

  - 入圍作品
    - 伊吹有喜 《彼方の友へ》
    - 小川哲 《ゲームの王国》
    - 呉勝浩 《白い衝動》
    - 澤田瞳子 《火定》

- 第40回（2018年）
  - 得獎作品
    - 塩田武士 《虛假的共犯》
    - 藤井太洋 《ハロー・ワールド》

  - 入圍作品
    - 呉勝浩 《マトリョーシカ・ブラッド》
    - 武田綾乃 《那一天,朱音投身青空》
    - 三秋縋 《君の話》

## 評審委員
- 第1回 - 第17回 井上廈、尾崎秀樹、佐野洋、野坂昭如、半村良
- 第18回 - 第19回 阿刀田高、井上廈、尾崎秀樹、野坂昭如、半村良
- 第20回 阿刀田高、井上廈、北方謙三、野坂昭如、林真理子
- 第21回 - 第25回 阿刀田高、浅田次郎、伊集院静、大沢在昌、高橋克彦、林真理子
- 第26回 - 第33回 浅田次郎、伊集院静、大沢在昌、高橋克彦、宮部美幸
- 第34回 - ：浅田次郎、伊集院静、大沢在昌、恩田陸、京極夏彦、高橋克彦

## 外部連結
- 吉川英治国民文化振興会